# The New Normal
The New Normal est une série télévisée américaine en 22 épisodes de 23 minutes créée par Allison Adler et Ryan Murphy, diffusée simultanément entre le 10 septembre 2012 et le 2 avril 2013 sur le réseau NBC aux États-Unis et sur CTV au Canada.
En Suisse, la série est diffusée depuis le 29 septembre 2013 sur RTS Un. En Belgique, elle est diffusée depuis le 20 février 2017 sur Plug RTL, mais reste inédite dans les autres pays francophones.

## Synopsis
Bryan et David sont un couple homosexuel souhaitant fonder une famille. Ils font appel à Goldie, une jeune femme de 24 ans qui a été mère à 15 ans et qui est sur le point de divorcer, pour porter leur enfant, mais devront faire face à Nana, la grand-mère radicale de Goldie, mais surtout à l'homophobie qui sévit dans l'Ohio.

## Distribution

### Acteurs principaux
- Justin Bartha (VF : Alexandre Gillet) : David Sawyer
- Andrew Rannells (VF : Paolo Domingo) : Bryan Collins
- Georgia King (VF : Karine Foviau) : Goldie Clemmons
- Bebe Wood (VF : Corinne Martin) : Shania Clemmons
- NeNe Leakes (VF : Géraldine Asselin) : Rocky Rhoades, assistante personnelle de Bryan
- Jayson Blair (VF : Fabrice Josso) : Clay Clemmons, père de Shania
- Ellen Barkin (VF : Josiane Pinson) : Jane « Nana » Forrest

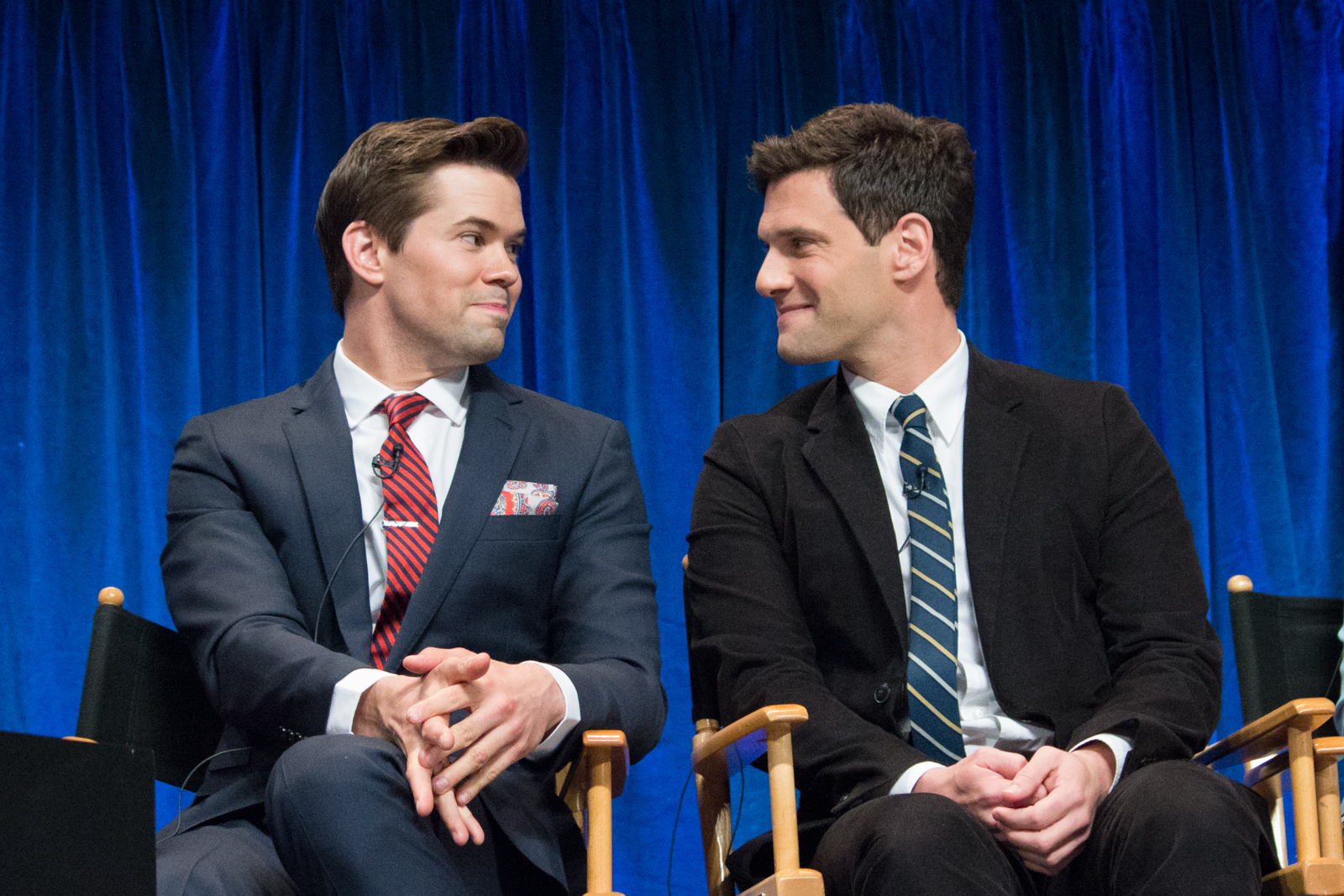
Andrew Rannells et Justin Bartha dans les rôles de Bryan Collins et David Sawyer
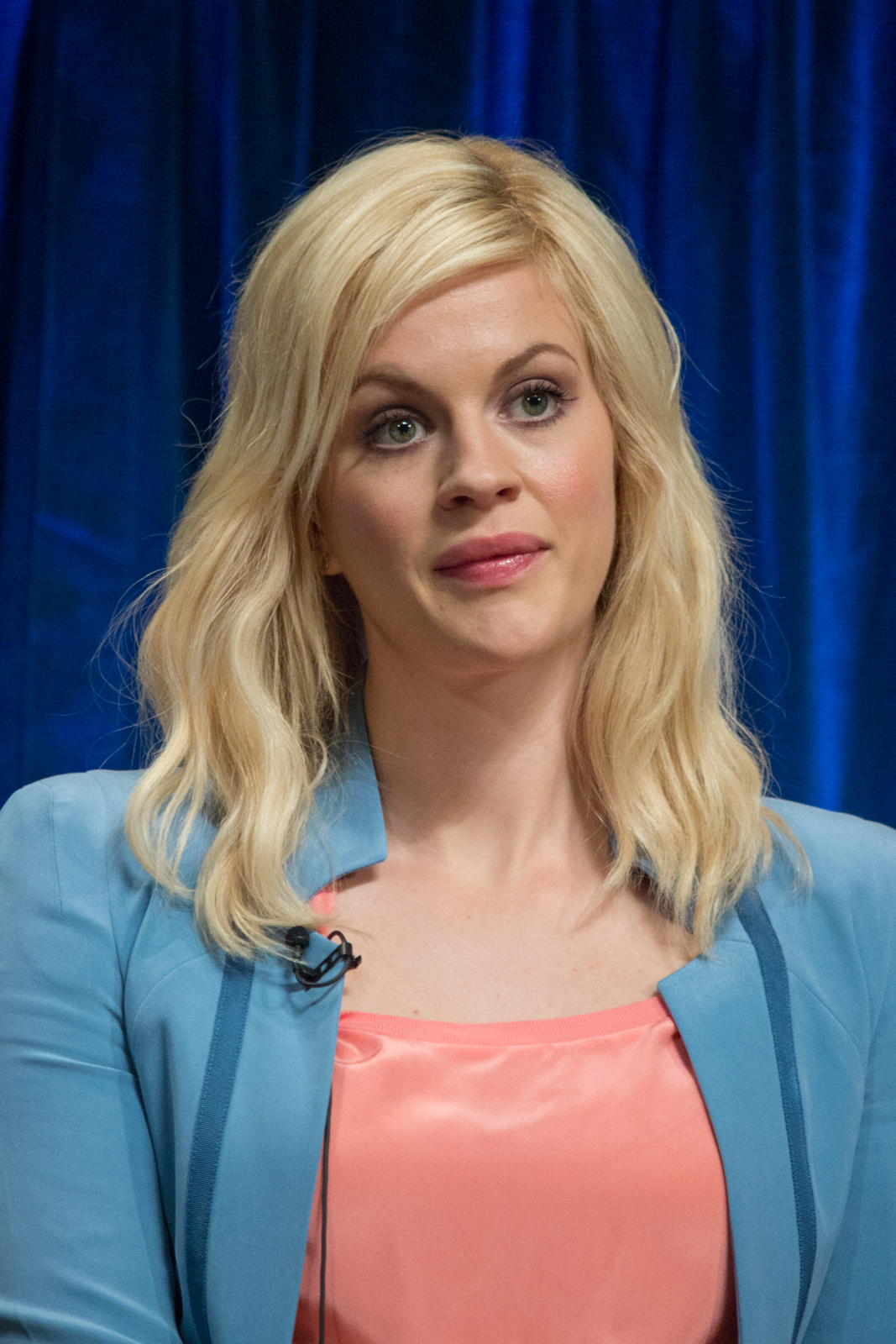
Georgia King dans le rôle de Goldie Clemmons
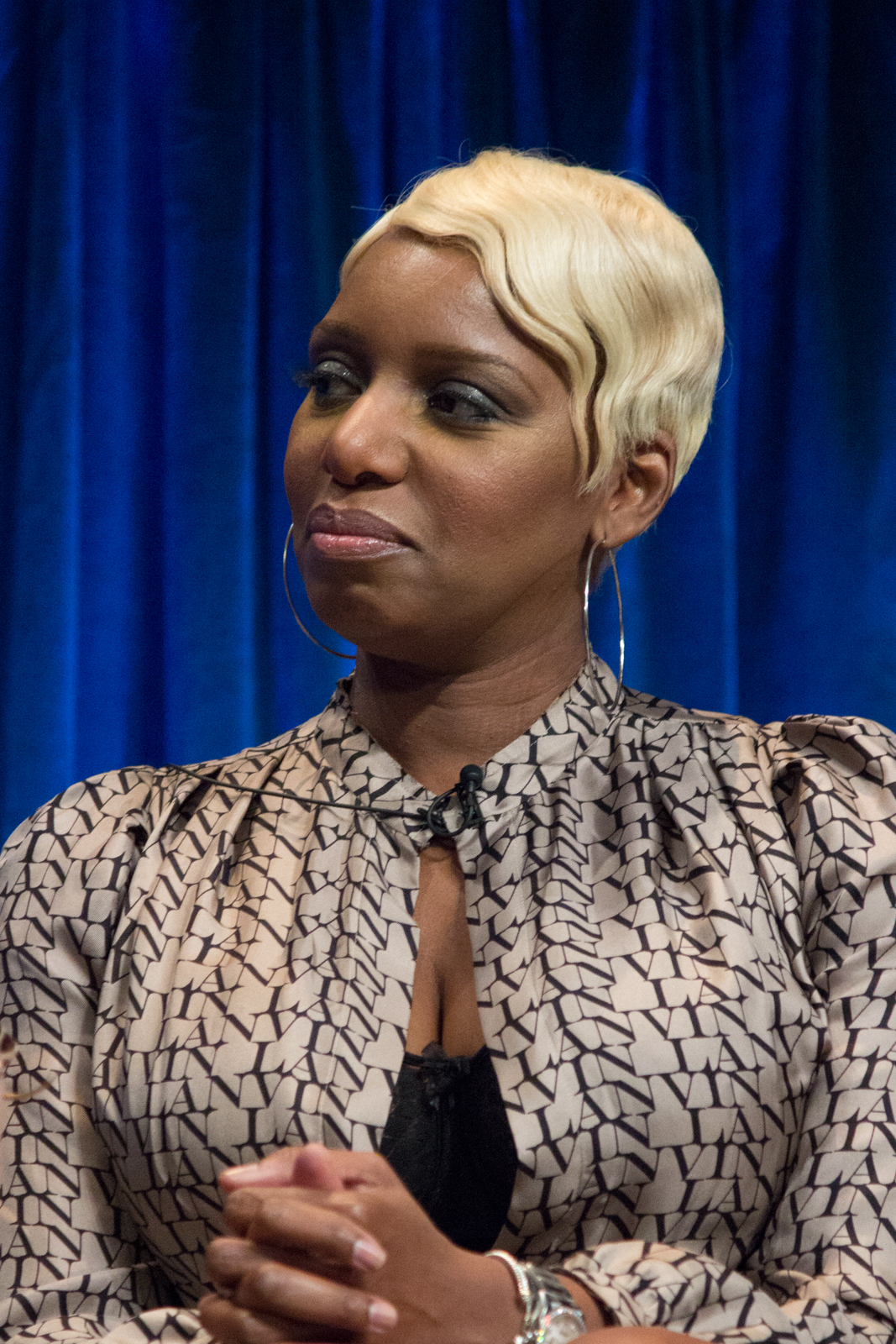
NeNe Leakes dans le rôle de Rocky Rhoades
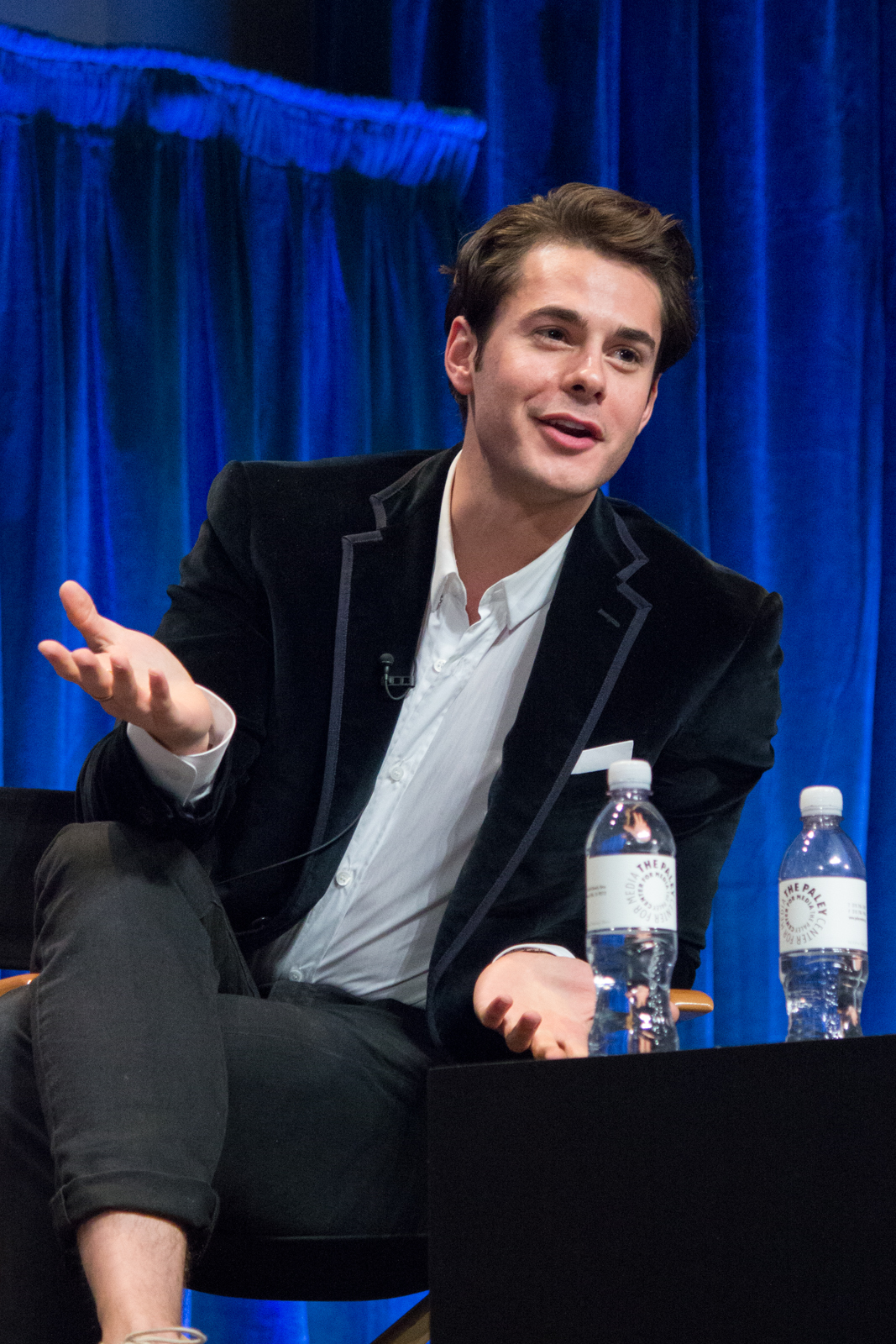
Jayson Blair dans le rôle de Clay Clemmons
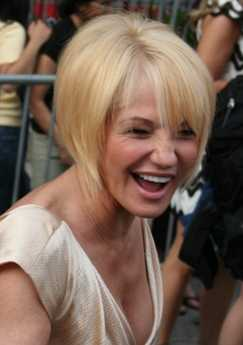
Ellen Barkin dans le rôle de Jane « Nana » Forrest

### Acteurs récurrents
- Jackie Hoffman (VF : Caroline Jacquin) : Frances
- Sterling Sulieman (VF : Sylvain Agaësse) : Clint
- Michael Hitchcock (VF : Régis Lang) : Gary Snyder
- Isaak Presley (VF : Audrey Sablé) : Wilbur
- Ravi Patel (VF : Franck Sportis) : Amir

### Invités
- Gwyneth Paltrow (VF : Laura Zichy) : Abby (épisode 1)
- Sandy Martin : Miss Pepper (épisode 2)
- Leisha Hailey : Victoria (épisode 7)
- Constance Zimmer : Tiffany (épisode 7)
- John Benjamin Hickey (VF : Éric Marchal) : père Michael (épisodes 7 et 16)
- Shannen Doherty : elle-même (épisode 10)
- Matthew Bomer : Monty (épisode 12)
- Mark Consuelos : Chris (épisode 14)
- John Stamos (VF : Olivier Destrez) : Brice (épisodes 14 et 15)
- Mary Kay Place : mère de Bryan
- Nicole Richie : elle-même (épisode 18)
- George Takei : Sam (épisode 18)

- Version française
  - Société de doublage : Libra Films[5],[6]
  - Direction artistique : Martin Brieuc[6]
  - Adaptation des dialogues : Jérôme Dalotel, Sandra Devonssay-Leroux et Fanny Béraud[6]

 Source et légende : version française (VF) sur RS Doublage et Doublage Séries Database

## Production

### Développement
Le développement de la série a débuté en octobre 2011 sous le titre Untitled Ryan Murphy/Allison Adler Project et le pilote a été commandé en janvier 2012.
Le 7 mai 2012, NBC a commandé la série pour la saison 2012-2013, et a annoncé lors du dévoilement de la programmation 6 jours plus tard sa case horaire du mardi à 21 h 30.
À la suite des bonnes audiences, NBC a commandé le 2 octobre 2012 une saison complète de vingt-deux épisodes de la série.
Le 10 mai 2013, la série a été annulée.

### Casting
Les rôles principaux ont été attribués dans cet ordre : Andrew Rannells, Ellen Barkin, Justin Bartha et Georgia King, Bebe Wood, Jayson Blair et NeNe Leakes.
Parmi les rôles récurrents et invités : Jackie Hoffman, Sterling Sulieman, Leisha Hailey, Constance Zimmer et John Benjamin Hickey, Nicole Richie et George Takei, Matt Bomer, Mark Consuelos et John Stamos et Mary Kay Place.

### Fiche technique
- Titre original : The New Normal
- Réalisation : Ryan Murphy (pilote)
- Scénario : Allison Adler et Ryan Murphy (pilote)
- Direction artistique :
- Décors :
- Costumes :
- Photographie :
- Montage :
- Musique :
- Casting :
- Production : 
  - Production exécutive : Ryan Murphy, Allison Adler, Dante Di Loreto
- Sociétés de production : 20th Century Fox Television et Ryan Murphy Productions
- Sociétés de distribution :
- Pays d'origine :  États-Unis
- Langue originale : anglais
- Format : couleur - 35 mm - 1,78:1 - son Dolby Digital
- Genre : sitcom
- Durée : 23 minutes

## Épisodes
1. Deux papas pour un bébé (Pilot)
2. Être père ou ne pas l'être (Sofa's Choice)
3. Première Échographie (Baby Clothes)
4. Obama mania (Obama Mama)
5. Le Nanagasme (Nanagasm)
6. Mariage pour de faux (Bryanzilla)
7. Des parents à tout prix (The Godparent Trap)
8. La Vidéo la plus gay du monde (Unplugged)
9. Thanksgiving (Pardon Me)
10. Les Grands Espoirs (The XY Factor)
11. Un Noël mouvementé (Baby Proofing)
12. La Ruée vers Goldie (The Goldie Rush)
13. Pères au foyer (Stay-At-Home Dad)
14. La Théorie de genres (Gaydar)
15. La reine du lait (Dairy Queen)
16. Mon chien, mon bébé (Dog Children)
17. Pour les yeux de Nikki (Rocky Bye Baby)
18. Halloween (Para-New Normal Activity)
19. Affronter ses peurs (Blood, Sweat and Fears)
20. Papa scout (About a Boy Scout)
21. Le prénom (Finding Name-O)
22. Le grand jour (The Big Day)

## Accueil

### Audiences

#### Aux États-Unis
Les trois premiers épisodes ont attiré plus de 6 millions de téléspectateurs. Le quatrième atteint la barre du 5 millions, alors que le cinquième passe sous la barre du 5 millions. À son retour en janvier à partir du 12e épisode, les épisodes se maintiennent sous la barre des 4 millions, puis sous les 3 millions à partir du 16e épisode. Devant cet effondrement de l'audience, NBC a décidé de terminer la saison en avril.

## Commentaires
À la fin août 2012, l'affilié NBC KSL-TV de Salt Lake City a décidé de ne pas diffuser la série. Étant contrôlé par un groupe religieux mormon, la station a qualifié la série d'inappropriée à plusieurs niveaux. La saison dernière, elle a refusé de diffuser la série The Playboy Club. L'affilié KUCW (The CW) assurera la diffusion de la série dans ce marché durant la fin de semaine.